# Chicago (Schiff, 1945)
Die USS Chicago (CA-136/CG-11) war ein im Januar 1945 in Dienst gestellter Schwerer Kreuzer der Baltimore-Klasse. Das Schiff leistete während des Pazifikkriegs Einsatz in der United States Pacific Fleet. Zwischen Juni 1947 und November 1958 lag die Chicago über ein Jahrzehnt lang in der Reserveflotte, ehe sie reaktiviert zu einem Lenkwaffenkreuzer der Albany-Klasse umgebaut wurde. Nach mehr als fünf Jahren konnte das Schiff im Mai 1964 in Dienst gestellt werden und nahm anschließend unter anderem an fünf Einsätzen während des Vietnamkriegs teil. Im März 1980 wurde die mittlerweile 35 Jahre alte Chicago als nicht mehr diensttauglich ausgemustert und in die Reserveflotte verlegt, wo sie bis zu ihrer Abwrackung im Dezember 1991 lag.

## Geschichte

### Zweiter Weltkrieg

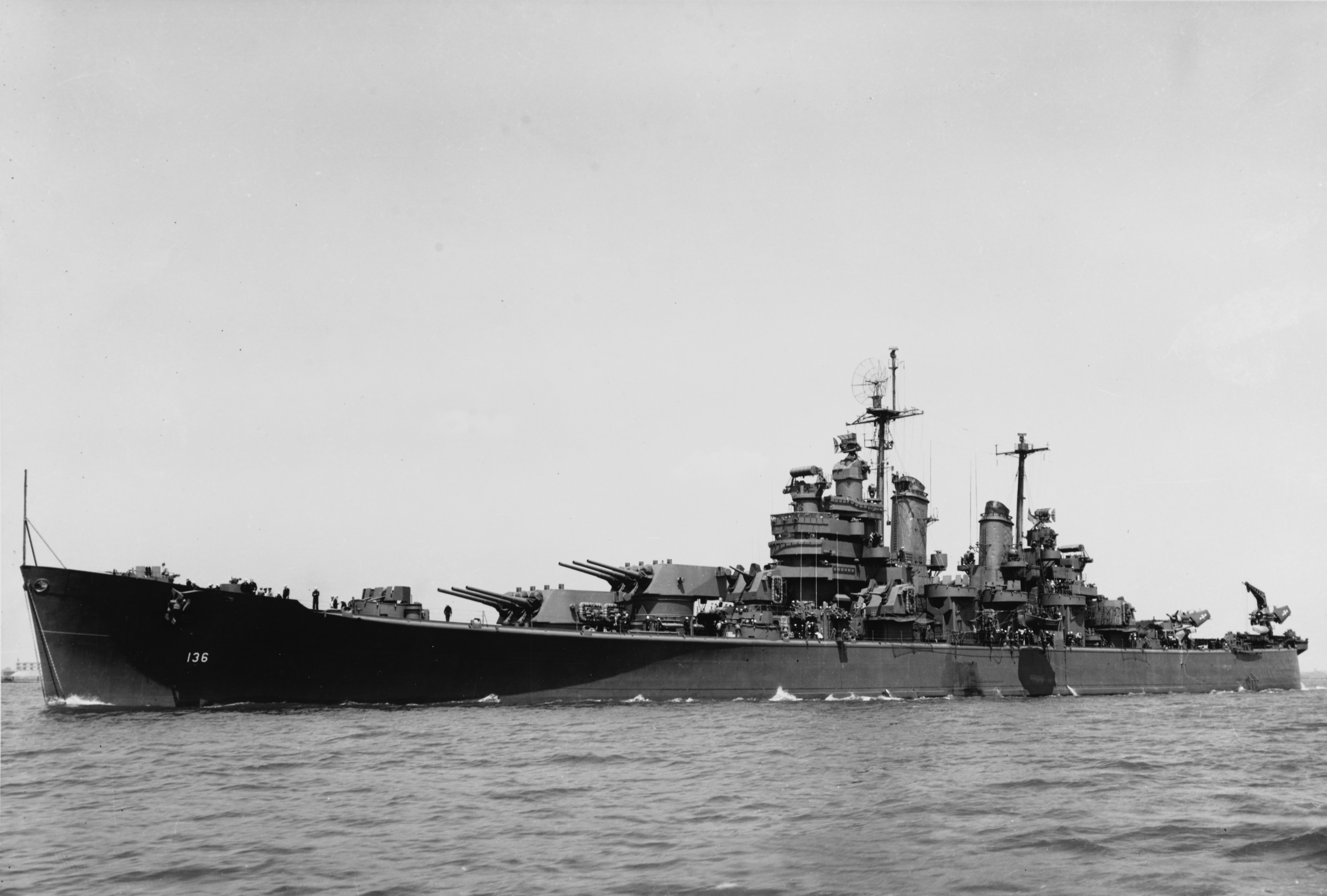
Ursprüngliches Aussehen der Chicago, Mai 1945

Die Chicago wurde am 28. Juli 1943 als vierzehnte und letzte Einheit der Baltimore-Klasse in der Werft der Philadelphia Naval Shipyard auf Kiel gelegt und lief am 20. August 1944 vom Stapel. Die Indienststellung erfolgte am 10. Januar 1945 unter dem Kommando von Captain Richard R. Hartung.
Nach sechs Wochen Vorbereitung für den Seeeinsatz begann die Chicago am 26. Februar 1945 ihren ersten Übungseinsatz. Dieser wurde am 11. April beendet. Anschließend kehrte das Schiff am 16. April für Verbesserungen in die Werft zurück. Am 7. Mai brach die Chicago schließlich zu ihrem ersten aktiven Einsatz in den Pazifischen Ozean auf. Auf dem Weg dorthin machte das Schiff Halt in San Juan sowie Colón und absolvierte Schießübungen. Am 31. Mai 1945 erreichte die Chicago den Hafen von Pearl Harbor.
Nach weiteren Feuerübungen lief der Schwere Kreuzer am 5. Juli den Atoll von Eniwetok an und traf sich dort mit dem Schlachtschiff North Carolina. Drei Tage später trafen beide Schiffe vor den Marianen ein und traten dort der Task Group 38.4 North bei. Aufgabe der Chicago war hierbei die Sicherung der in der Task Group vorhandenen Flugzeugträger während Luftangriffen auf Honshū am 10. Juli 1945 sowie auf Gleisanlagen bei Honshū und Hokkaidō am folgenden Tag.
Am 14. Juli versammelte sich der Kreuzer gemeinsam mit den Schlachtschiffen South Dakota, Indiana, Massachusetts, dem Kreuzer Quincy und neun Zerstörern, um Ziele im Industriegebiet Kamaishi nördlich von Honshū anzugreifen. Hierbei griff die Chicago einen nicht identifizierten japanischen Begleitzerstörer an, der getroffen wurde und daraufhin beschädigt in den Hafen zurückkehren musste. Der Angriff auf das Industriegebiet, bei dem unter anderem ein Stahlwerk zerstört wurde, wurde zum letzten Feuergefecht mit der Beteiligung US-amerikanischer Schlachtschiffe im Zweiten Weltkrieg.
In den folgenden zwei Wochen nahm das Schiff an weiteren Angriffen auf Honshū und Hokkaidō, die Präfektur Tokio sowie Kure und Kōbe teil. Am 29. Juli nahm die Chicago gemeinsam mit der King George V an einem nächtlichen Angriff auf den Hafen von Hamamatsu teil.
Den Rest des Krieges verbrachte das Schiff mit der Sicherung von Flugzeugträgern. Nach der Kapitulation Japans im September 1945 versorgte es die Besatzungstruppen in Tokio.

### Nachkriegszeit und Reserveflotte
Nachdem die Chicago bis zum 23. Oktober 1945 in Yokosuka beteiligte sie sich an der Demilitarisierung der Izu-Inseln. Am 7. November beendete das Schiff seinen Einsatz und lief das kalifornische San Pedro an, wo es 20 Tage später eintraf. Nach einem Werftaufenthalt in der Long Beach Naval Shipyard brach die Chicago am 24. Januar 1946 erneut nach Fernost auf, wo sie im Februar Teil der Besatzungsmacht in Shanghai und anschließend ab März in Sasebo wurde. Dort verblieb das Schiff bis zum 14. Januar 1947. Anschließend lief die Chicago zur Puget Sound Naval Shipyard und wurde dort in die Reserveflotte verlegt.

### Dienstzeit als Lenkwaffenkreuzer
Nach mehr als 11 Jahren Liegezeit wurde die Chicago als CG-11 neu klassifiziert und für den Umbau zum Lenkwaffenkreuzer in die Hunters Point Naval Shipyard nahe San Francisco überführt. Der Umbau begann am 1. Juli 1959 und dauerte etwa fünf Jahre an. Am 2. Mai 1964 konnte das Schiff erneut in Dienst gestellt werden und war fortan Teil der aus drei Einheiten bestehenden Albany-Klasse.
Nach Indienststellung absolvierte die Chicago mehrere Übungseinsätze, ehe sie am 12. Mai 1966 zu ihrem ersten von insgesamt fünf Vietnam-Einsätzen aufbrach. Während diesen Einsätzen war das Schiff eher passiv beteiligt. So absolvierte es weitere Übungen, übernahm die Radarüberwachung und patrouillierte vor der Küste. Eine Ausnahme erfolgte am 9. Mai 1972, als die Chicago während einer Patrouille vor Hải Phòng von nordvietnamesischen Küstengeschützen angegriffen wurde. Das Schiff blieb hierbei jedoch unbeschädigt.
Am 8. Mai 1972 geriet die Chicago als Teil der Operation Pocket Money erneut in ein Feuergefecht. Gemeinsam mit dem Flugzeugträger Coral Sea und dem Lenkwaffenkreuzer Long Beach sollte das Schiff den Hafen von Hải Phòng verminen. Hierbei wurde der Verband von mehreren Mikojan-Gurewitschs angegriffen. Der Chicago gelang der Abschuss einer Maschine.
Am 21. Juni 1972 endete der Kriegseinsatz des Schiffes in Vietnam mit der Rückkehr nach San Diego. Im selben Jahr erhielt die Chicago für ihre Verdienste eine Navy Unit Commendation.
Zwischen den Vietnam-Einsätzen nahm das Schiff auch an anderen, kürzeren Einsätzen teil. So wurde sie während ihrer dritten Fahrt nach Vietnam vorübergehend vom 17. bis zum 27. April vor die Küste Koreas verlegt, nachdem dort eine Lockheed EC-121 Warning Star mit 30 Personen an Bord abgeschossen worden war.
Nach dem Vietnamkrieg nahm die Chicago weltweit an Übungen der United States Navy teil, von denen die letzte am 17. Dezember 1979 endete. Für das Jahr 1980 war eine Modernisierung des in die Jahre gekommenen Schiffes im Gespräch. Nach einer Inspektion wurde die Chicago jedoch als ungeeignet für einen weiteren ökonomischen Dienst angesehen und daher am 1. März 1980 ausgemustert. Bis 8. Februar 1989 war das Schiff Teil der Reserveflotte in Bremerton. Anschließend wurden verwertbare Ausrüstungsgegenstände und Erinnerungsstücke von Bord der Chicago geholt und der Kreuzer selbst am 9. Dezember 1991 zum Abbruch an Southwest Recycling in Kalifornien verkauft.
Ein Anker der Chicago ist seit dem 11. November 1995 als Denkmal am Navy Pier in der namensgebenden Stadt ausgestellt.